# Carex boenninghausiana
Carex boenninghausiana là một loài thực vật có hoa trong họ Cói. Loài này được Weihe mô tả khoa học đầu tiên năm 1826.